# Eins-Katalog
Der Eins-Katalog (englisch: Eins catalogue) war ein besonderes kryptanalytisches Hilfsmittel, das während der Anfangszeit des Zweiten Weltkriegs von britischen Kryptoanalytikern zur Entzifferung der von der deutschen Kriegsmarine eingesetzten Schlüsselmaschine Enigma-M3 verwendet wurde. Er wurde mithilfe einer Spezialmaschine, genannt Baby, erzeugt.

## Geschichte

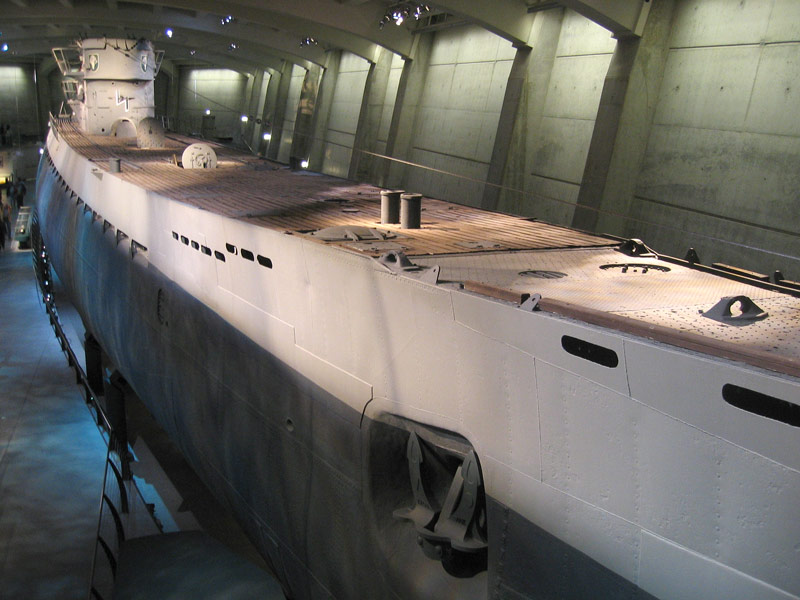
U-Boote wie das deutsche U 505 bedrohten die britischen Versorgungslinien

Zu Beginn des Jahres 1940 verfügten die britischen Codeknacker im etwa 70 km nordwestlich von London gelegenen englischen Bletchley Park (B.P.) noch über keine wirksamen elektromechanischen Entzifferungsmaschinen (siehe auch: Turing-Bombe) und waren auf manuelle Entzifferungsmethoden angewiesen. Von besonderer Bedeutung für die britischen Kriegsanstrengungen war die Sicherung der Seewege für ihre Handelsschiffe gegen die wachsende deutsche U-Boot-Gefahr. Hierzu war ein Einbruch in den von der deutschen Marine mithilfe der Enigma-M3 verschlüsselten geheimen Funkverkehr essentiell.
Im Gegensatz zu den von der deutschen Luftwaffe mit der Enigma I verschlüsselten Nachrichten, die von den Briten bereits ab Januar 1940 und nahezu während des gesamten Zweiten Weltkriegs kontinuierlich gebrochen werden konnten, erwiesen sich die Verschlüsselungsverfahren der deutschen Kriegsmarine als hartnäckiger. Dies lag nicht nur daran, dass sie die kryptographisch stärkere Enigma M3 mit drei aus acht Walzen (statt nur aus fünf wie bei der Enigma I) verwendete, sondern vor allem auch an einer besonders ausgeklügelten Spruchschlüsselvereinbarung, die die britischen Kryptoanalytiker nur schwer überwinden konnten.

## Erzeugung

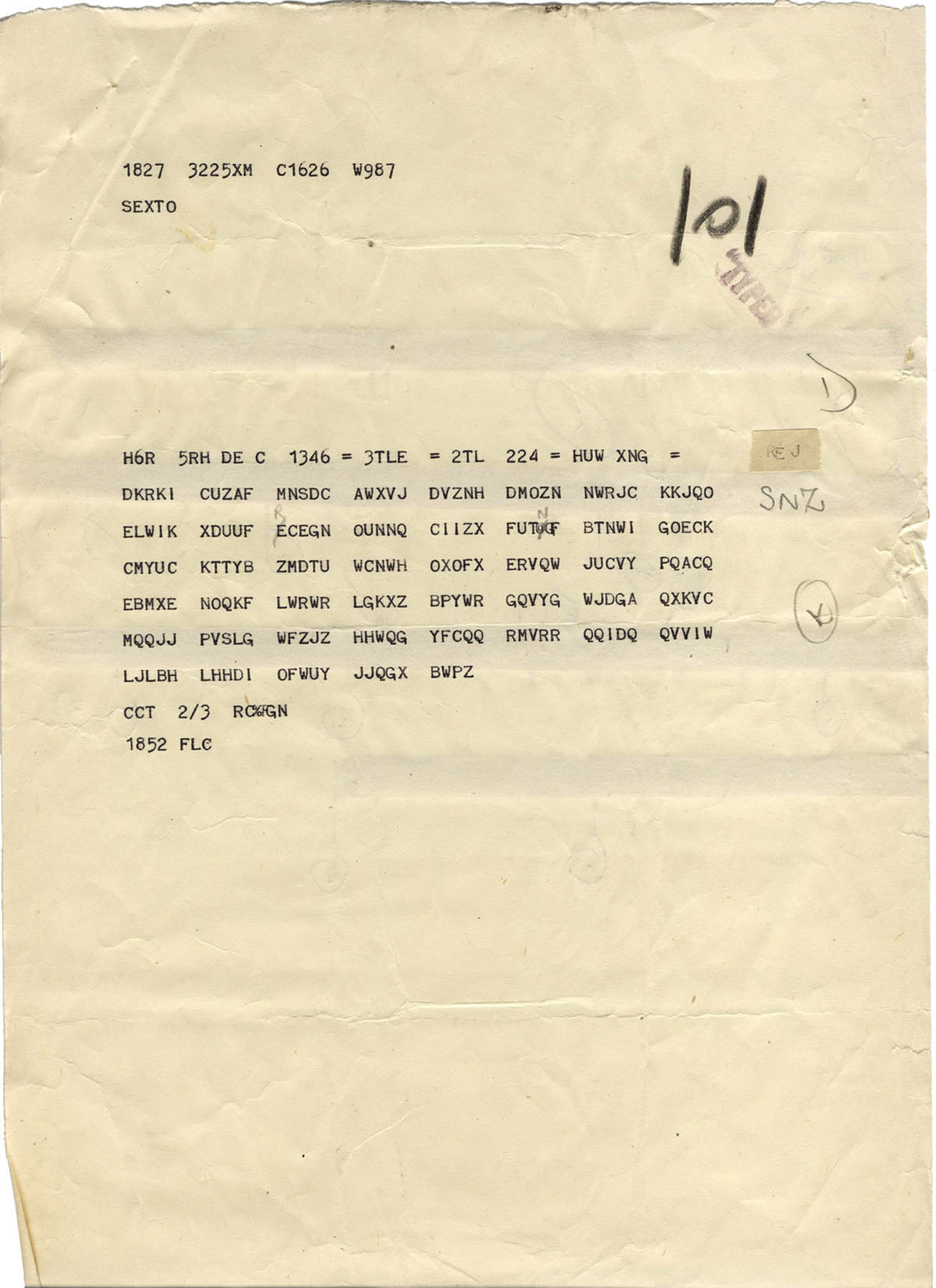
In Bletchley Park abgefangener Enigma-Funkspruch (Zweiter Teil eines dreiteiligen Spruchs)

Sobald ein einziger Marine-Funkspruch entziffert werden konnte, waren drei von vier Schlüsselelementen für alle anderen Funksprüche des gleichen Schlüsselnetzes innerhalb eines Zweitageszeitraums aufgedeckt, nämlich Walzenlage, Ringstellung und Stecker. Allein die Walzenstellung, also die von Hand einstellbare Anfangsstellung der drei Walzen, die für jeden Spruch individuell und unterschiedlich gewählt wurde, war unbekannt. Zur Einstellung der Walzen gibt es für jede der drei Walzen 26 Möglichkeiten (A bis Z). Insgesamt sind somit 26³ = 17.576 unterschiedliche Walzenanfangsstellungen möglich.
Um hier möglichst schnell und einfach (ohne maschinelle Hilfe) die richtige zu finden, entschieden sich die britischen Codeknacker, eine tabellarische Auflistung für alle 17.576 Fälle zu erstellen. Ihnen war nämlich aufgefallen, dass in den deutschen Marine-Funksprüchen eines der häufigsten Wörter das Zahlwort „Eins“ war. Dies resultierte daraus, dass die Enigma nur die 26 Großbuchstaben und keine Ziffern verschlüsseln kann. Beispielsweise Zeit-, Mengen- und Koordinatenangaben, die häufig die Ziffer Eins enthalten, mussten daher von den Deutschen als EINS ausgeschrieben und anschließend verschlüsselt werden. Die Briten nutzen diese Schwäche aus, indem sie das Tetragramm EINS mithilfe einer Spezialmaschine, genannt The Baby, mit allen möglichen 17.576 Walzenanfangsstellungen, bei bekannter Walzenlage, Ringstellungen und Steckern, systematisch verschlüsselten. Sie erhielten so für alle Walzenanfangsstellungen von AAA bis ZZZ jeweils ein Tetragramm, beispielsweise LTLW oder NYUG. Anschließend sortierten sie die insgesamt 17.576 erhaltenen Tetragramme in alphabetischer Reihenfolge. Dies ergab den Eins-Katalog, also eine Liste mit 17.576 alphabetisch sortierten Tetragrammen und den dazugehörigen Walzenanfangsstellungen.

## Anwendung

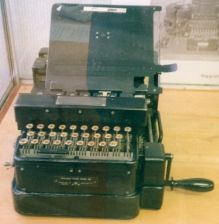
Zur mechanischen Entschlüsselung der gebrochenen Funksprüche benutzten die Briten zumeist ihre eigene Schlüsselmaschine TypeX

Anschließend wurden die noch ungebrochenen deutschen Funksprüche gesichtet und an den Stellen, an denen die Verschlüsselung des Wortes Eins als Crib vermutet wurde, das entsprechende Tetragramm des Geheimtextes abgelesen und im Eins-Katalog nachgeschlagen. Falls es dort nicht auftauchte, so war zu folgern, dass der Crib nicht stimmte, und an der Stelle im Text nicht EINS verschlüsselt worden war. Stand das Geheimtext-Tetragramm jedoch im Eins-Katalog, so entnahm man ihm die rechts daneben stehende dazugehörige Walzenstellung.
Man stellte nun auf einer entsprechend der bekannten Walzenlage, Ringstellungen und Stecker bereits richtig voreingestellten Schlüsselmaschine die im Eins-Katalog abgelesene Walzenstellung ein. Hierzu verwendete Hut 8 (Baracke 8), also die auf die Entzifferung des deutschen Marinefunkverkehrs spezialisierte Organisationseinheit von B.P., zumeist nicht eine der wenigen erbeuteten deutschen Enigma-Maschinen, sondern es wurden speziell adaptierte britische Schlüsselmaschinen TypeX benutzt.
Gab man nun über die Tastatur der Maschine das Geheimtext-Tetragramm ein, so erschien als Text selbstverständlich das Wort EINS. Entscheidend war, welche Buchstaben darauf folgten, wenn man die an den Crib anschließenden Geheimbuchstaben probeweise entschlüsselte. Falls es eine wirre Buchstabenfolge war, ähnlich einem Zufallstext, so hatte man offensichtlich einen Fehltreffer gelandet und der Crib war falsch. Erhielt man jedoch deutschen Klartext, so hatte man die richtige Stelle gefunden und konnte anschließend den gesamten Funkspruch entschlüsseln.
Auf diese Weise gelang es B.P. nicht nur, einzelne Funksprüche zu brechen, sondern man konnte so auch immer tiefer in das deutsche Spruchschlüsselverfahren eindringen und die dabei benutzten entscheidend wichtigen „Doppelbuchstabentauschtafeln“ nach und nach vollständig rekonstruieren.